# Marcin Brzozowski
Marcin Brzozowski (ur. 21 kwietnia 1978 w Łodzi) – polski aktor, wykładowca na wydziale aktorskim Łódzkiej Szkoły Filmowej.

## Życiorys
Jeszcze podczas studiów zadebiutował na scenie Teatru im. Stefana Jaracza w Łodzi w spektaklu Martina McDonagh Królowa piękności (1999) w reżyserii Barbary Sass. Był współtwórcą niezależnego teatru Chóry Gertrudy Stein, twórcą stowarzyszenia Targowa 62 (2004) skupiającego absolwentów i wykładowców Łódzkiej Szkoły Filmowej działających na rzecz kultury w ramach niezależnych działań teatralnych i edukacyjno-terapeutycznych oraz twórcą Ogólnopolskiego Festiwalu Teatrów Jednego Aktora Monofest. Jego monodram Clapham Junction przyniósł mu pierwszą nagrodę ufundowaną przez Ministerstwo Kultury na Łódzkich Spotkaniach Teatralnych w 2001, pierwszą nagrodę na Ogólnopolskim Festiwalu Teatrów Jednego Aktora we Wrocławiu w 2002, trzecią nagrodę na I Przeglądzie Monodramu Współczesnego w Warszawie w 2003 oraz wyróżnienie na Ogólnopolskim Festiwalu Teatralnym „Bramat” w Goleniowie 2005.
Debiutował na ekranie w filmie fabularnym i serialu Janusza Kijowskiego Kameleon (2001). W telenoweli TVP1 Marzenia do spełnienia (2001–2002) wystąpił w roli fotografa Marcina Pawelczyka, któremu trudno się wyzbyć kawalerskich nawyków. W obrazie Xawerego Żuławskiego Chaos (2005) zagrał postać anarchisty Mikołaja 'Nikiego', który chcąc zmienić świat na lepsze, tak naprawdę troszczy się tylko o siebie.
W 2009 z jego inicjatywy został powołany w Łodzi Teatr Szwalnia, który działa pod Poleskim Ośrodkiem Sztuki. Od 1 września 2024 roku pełni obowiązki dyrektora Teatru Nowego w Łodzi.

## Filmografia

### Filmy kinowe
- 2001: Kameleon
- 2004: Ono jako Michał
- 2005: Chaos jako Mikołaj „Niki”
- 2006: Inland Empire jako głos mężczyzny
- 2007: Aleja gówniarzy jako Marcin

### Filmy TV
- 2003: Siła komiczna jako kelner I

### Seriale TV
- 2001: Kameleon
- 2001–2002: Marzenia do spełnienia jako Marcin Pawelczyk
- 2007, 2008: Glina jako „Wafel”